# Charles Packe
Charles Packe est un alpiniste et pyrénéiste anglais. Il est né le 22 août 1826 en Angleterre et mort dans ce pays le 16 juillet 1896.

## Biographie
Il est le fils du capitaine Edmond Packe, officier de l'armée britannique. Il fait des études de droit à Oxford et devient avocat en 1852. Attiré très tôt par la montagne, il a bivouaqué en 1850 au sommet du Lakelandse, essayant pour la première fois son invention, qui sera adoptée plus tard par son ami Henry Russell : un sac de couchage fait de peaux de mouton cousues. En 1853, il traverse rapidement les Pyrénées. En 1855, il effectue un séjour dans les Alpes, à la suite duquel il publie un livre, The Spirit of Travel (1857).
Il revient dans les Pyrénées en 1857, séjourne à Gavarnie et explore méthodiquement le massif, et plus particulièrement le versant espagnol, alors très mal connu. Il effectue un grand nombre d'ascensions avec le guide Henri Passet, qu'il emmènera même loin des Pyrénées, sur le Mulhacén, sommet de la Sierra Nevada et point culminant de l'Espagne continentale. À partir de 1859, il s'installe définitivement dans les Pyrénées.
En 1860, il gravit le Néthou (l'Aneto) : c'est la 61e ascension, et il est le 180e visiteur à fouler le sommet. L'année suivante, il réalise la seconde des Posets (3 375 m), après son compatriote Halkett (avec Pierre Redonnet et Pierre Barrau) en 1856.
En 1862, Packe publie The Guide of Pyrenees. Il envisage de s'attaquer à un grand sommet, le Balaïtous. Il lui faudra plusieurs tentatives et de longues recherches d'itinéraire avant de trouver la solution : avec le guide Jean-Pierre Gaspard, par l'arête qui s'appelle aujourd'hui l'arête Packe-Russell, il arrive au sommet, persuadé d'avoir réussi une grande première. Mais il trouve sur le sommet des piquets de bois et des vestiges qui ne laissent planer aucun doute. Le sommet a été atteint en 1825, par les officiers géodésiens Peytier et Hossard, chargés de faire la triangulation destinée à établir les cartes d'État-Major.
En 1864, il réussit la première de la Munia (3 134 m) avec H. Chapelle, puis du Pic de Vallibierna, avec les guides Barrau et Barnes.
En 1864, à l'hôtel des Voyageurs de Gavarnie, il fait partie du groupe — avec Henry Russell, Farnham Maxwell-Lyte, Émilien Frossard et ses deux fils — qui fonde la société Ramond.
En 1865, il monte à l'Aneto par la vallée du Coroné, depuis Llosas, avec Barrau, Barnes et Ch. Gouzan. Avec Henry Russell, ils atteignent le sommet du pic qui sera nommé Pic Russell (3 205 m).
En 1866, il publie une carte des Monts Maudits au 80000e.
Packe était souvent accompagné par des chiens de montagne des Pyrénées, qu'il affectionnait particulièrement, et qu'il introduisit en Grande-Bretagne. Sa chienne Ossoue était célèbre.
Un refuge du CAF (dont Packe était membre), selon la conception de Léonce Lourde-Rocheblave, fut baptisé de son nom, au col de Rabiet. Il fut inauguré en août 1896, en présence de ses amis, Franz Schrader et Aymar de Saint-Saud.

## Sources et bibliographie
- Henri Beraldi, Cent ans aux Pyrénées, Paris, 1898-1904, sept volumes in-8°. Rééditions par « Les Amis du Livre Pyrénéen », Pau, 1977, puis par la « Librairie des Pyrénées et de Gascogne », Pau, 2001.